# 布洛邁爾 (密蘇里州)
布洛邁爾（英語：Blomeyer）是位於美國密蘇里州開普吉拉多縣的非建制地區。

## 歷史
布洛邁爾的郵局於1900年設立，其後於1909年停運。

## 地理
布洛邁爾所處的海拔為高於海平面103米（即338英呎），而該地所採用的時區為UTC-6，即北美中部時區（CST）。同時該地設有夏令時間，為UTC-6調快一小時，即UTC-5（CDT）。